# چیما پالون
چیما پالون (به ایتالیایی: Cima Palon) یک کوه در ایتالیا است که در ونتو واقع شده‌است.چیما پالون ۲٬۲۳۹ متر بالاتر از سطح دریا واقع شده‌است.